# マーセリット・ガーナー
マーセリット・ガーナー（Marcellite Garner、1910年7月3日 - 1993年7月26日）は、アメリカ合衆国のアニメーションの色彩設計、声優。カリフォルニア州レッドランズ出身。

## 略歴
1930年2月17日にウォルト・ディズニー・プロダクションのトレスマンとして入社し、更に副業としてミニーマウスの声を演じた。

## 代表作
| アメリカ公開年 日本公開年    | 邦題 原題                                           | 担当           | 備考                                                             |  |
| ---------------------------- | --------------------------------------------------- | -------------- | ---------------------------------------------------------------- |  |
| 1929年3月14日                | バーン・ダンス The Barn Dance                       | ミニーマウス役 |                                                                  |  |
| 1929年6月28日                | ミッキーの畑仕事 The Plowboy                        | ミニーマウス役 |                                                                  |  |
| 1929年7月31日                | カーニバル・キッド The Karnival Kid                 | ミニーマウス役 |                                                                  |  |
| 1929年8月28日                | ミッキーのフォーリーズ Mickey's Follies             | ミニーマウス役 | DVD「ミッキーマウス／B&Wエピソード Vol.1 限定保存版」に収録      |  |
| 1929年10月1日                | ミッキーの汽車旅行 Mickey's Choo-Choo               | ミニーマウス役 |                                                                  |  |
| 1930年4月25日                | ミッキーの海山越えて Wild Waves                     | ミニーマウス役 |                                                                  |  |
| 1930年5月15日                | カクタス・キッド The Cactus Kid                     | ミニーマウス役 |                                                                  |  |
| 1930年6月25日                | ミッキーの消防夫 The Fire Fighters                  | ミニーマウス役 | DVD「ミッキーマウス／B&Wエピソード Vol.1 限定保存版」に収録      |  |
| 1930年7月29日                | ミッキーのダンス・パーティー The Shinding           | ミニーマウス役 |                                                                  |  |
| 1930年10月10日               | ミッキーのゴリラ騒動 The Gorilla Mystery            | ミニーマウス役 | DVD「ミッキーマウス／B&Wエピソード Vol.1 限定保存版」に収録      |  |
| 1930年10月23日               | ミッキーのピクニック The Picnic                     | ミニーマウス役 |                                                                  |  |
| 1930年12月5日                | ミッキーの幌馬車時代 Pioneer Days                   | ミニーマウス役 | DVD「ミッキーマウス／B&Wエピソード Vol.1 限定保存版」に収録      |  |
| 1931年1月7日                 | ミッキーのバースデー・パーティー The Birthday Party | ミニーマウス役 | DVD「ミッキーマウス／B&Wエピソード Vol.1 限定保存版」に収録      |  |
| 1931年3月17日                | タクシードライバー Traffic Troubles                 | ミニーマウス役 |                                                                  |  |
| 1931年6月13日                | ミッキーの楽器配達 The Delivery Boy                 | ミニーマウス役 |                                                                  |  |
| 1931年7月7日                 | ミッキーの恋人訪問 Mickey Steps Out                 | ミニーマウス役 | DVD「ミッキーマウス／B&Wエピソード Vol.1 限定保存版」に収録      |  |
| 1931年8月18日                | ミッキーとミニーの音楽隊 Blue Rhythm                | ミニーマウス役 | DVD「ミッキーマウス／B&Wエピソード Vol.1 限定保存版」に収録      |  |
| 1931年10月19日               | ミッキーのアナウンサー The Barnyard Broadcast       | ミニーマウス役 |                                                                  |  |
| 1931年11月5日                | ミッキーの浜辺騒動 The Beach Party                  | ミニーマウス役 |                                                                  |  |
| 1931年12月2日                | ミッキーの植木屋 Mickey Cuts Up                     | ミニーマウス役 | DVD「ミッキーマウス／B&Wエピソード Vol.1 限定保存版」に収録      |  |
| 1931年12月14日               | ミッキーの子沢山 Mickey's Orphans                   | ミニーマウス役 | DVD「ミッキーマウス／B&Wエピソード Vol.1 限定保存版」に収録      |  |
| 1932年2月3日                 | ミッキーの御用聞き The Grocery Boy                  | ミニーマウス役 |                                                                  |  |
| 1932年4月15日                | ミッキーのオリンピック Barnyard Olympics            | ミニーマウス役 |                                                                  |  |
| 1932年5月2日                 | ミッキー一座 Mickey's Revue                         | ミニーマウス役 | DVD「ミッキーマウス／B&Wエピソード Vol.1 限定保存版」に収録      |  |
| 1932年7月11日                | ミッキーの陽気な農夫 The Musical Farmer             | ミニーマウス役 |                                                                  |  |
| 1932年7月20日                | ミッキーのアラビア探検 Mickey in Arabia             | ミニーマウス役 |                                                                  |  |
| 1932年8月13日                | ミッキーの子煩悩 Mickey's Nightmare                 | ミニーマウス役 | DVD「ミッキーマウス／B&Wエピソード Vol.1 限定保存版」に収録      |  |
| 1932年9月10日                | 海の王ネプチューン King Neptune                     | 人魚役         |                                                                  |  |
| 1932年9月17日                | ミッキーのフーピー・パーティー The Whoopee Party    | ミニーマウス役 | DVD「ミッキーマウス／B&Wエピソード Vol.1 限定保存版」に収録      |  |
| 1932年11月12日               | ミッキーのカナリア騒動 The Wayward Canary           | ミニーマウス役 |                                                                  |  |
| 1932年11月12日               | ミッキーの黄金の街は大騒ぎ The Klondike Kid         | ミニーマウス役 | DVD「ミッキーマウス／B&Wエピソード Vol.1 限定保存版」に収録      |  |
| 1933年1月7日                 | ミッキーの摩天楼狂笑曲 Building a Building          | ミニーマウス役 | DVD「ミッキーマウス／B&Wエピソード Vol.1 限定保存版」に収録      |  |
| 1933年2月18日                | ミッキーの愛犬プルート Mickey's Pal Pluto           | ミニーマウス役 |                                                                  |  |
| 1933年4月8日                 | ミッキーの騎士道 Ye Olden Days                      | ミニーマウス役 | DVD「ミッキーマウス／B&Wエピソード Vol.1 限定保存版」に収録      |  |
| 1933年7月1日                 | ミッキーの名優オンパレード Mickey's Gala Premiere   | ミニーマウス役 | DVD「ミッキーマウス／B&Wエピソード Vol.1 限定保存版」に収録      |  |
| 1933年9月2日                 | ミッキーの日曜日 Puppy Love                         | ミニーマウス役 | DVD「ミッキーマウス／B&Wエピソード Vol.1 限定保存版」に収録      |  |
| 1933年9月30日                | ミッキーの障害物競争 The Steeplechase               | ミニーマウス役 |                                                                  |  |
| 1933年10月28日               | ミッキーのキングコング退治 The Pet Store            | ミニーマウス役 | DVD「ミッキーマウス／B&Wエピソード Vol.1 限定保存版」に収録      |  |
| 1933年11月25日               | ミッキーの巨人征服 Giantland                        | ミニーマウス役 | DVD「ミッキーマウス／B&Wエピソード Vol.1 限定保存版」に収録      |  |
| 1934年1月13日                | ミッキーの海賊退治 Shanghaied                       | ミニーマウス役 |                                                                  |  |
| 1934年2月17日                | ミッキーのキャンプ騒動 Camping Out                  | ミニーマウス役 | DVD「ミッキーマウス／B&Wエピソード Vol.1 限定保存版」に収録      |  |
| 1934年6月16日                | ミッキーの道路工事 Mickey's Steamroller             | ミニーマウス役 |                                                                  |  |
| 1934年12月15日               | ミッキーの二挺拳銃 Two-Gun Mickey                   | ミニーマウス役 | DVD「ミッキーマウス／B&Wエピソード Vol.1 限定保存版」に収録      |  |
| 1935年9月28日                | ミッキーのアイス・スケート On ice                   | ミニーマウス役 | DVD「ミッキーマウス／カラー・エピソード Vol.1 限定保存版」に収録 |  |
| 1936年6月20日                | ミッキーのライバル大騒動 Mickey's Rival             | ミニーマウス役 |                                                                  |  |
| 1936年8月22日                | うさぎとかめと花火合戦 Toby Tortoise Returns        | うさぎの彼女役 |                                                                  |  |
| 1937年9月24日                | ミッキーのハワイ旅行 Hawaiian Holiday               | ミニーマウス役 |                                                                  |  |
| 1937年12月21日 1950年9月26日 | 白雪姫 Snow White and the Seven Dwarfs              | 仕上           |                                                                  |  |
| 1938年2月25日                | ミッキーの造船技師 Boat Builders                    | ミニーマウス役 |                                                                  |  |
| 1938年9月23日 1988年7月23日  | ミッキーの巨人退治 Brave Little Tailor              | ミニーマウス役 | 日本未発売DVD「It's A Small World of FUN! VOLUME 2」に収録       |  |
| 1940年2月7日 1955年5月17日   | ピノキオ Pinocchio                                  | 仕上           |                                                                  |  |
| 1940年11月13日 1955年9月23日 | ファンタジア Fantasia                               | 仕上           |                                                                  |  |
| 2013年11月27日 2014年3月14日 | ミッキーのミニー救出大作戦 Get A Horse!             | ミニーマウス役 | アーカイブから音声を抽出し使用する形のライブラリー出演           |  |